# مورين دود
مورين دود (بالإنجليزية: Maureen Dowd)‏ هي صحفية وكاتبة العمود أمريكية، ولدت في 14 يناير 1952 في واشنطن العاصمة في الولايات المتحدة.

## وصلات خارجية
- الموقع الرسمي
- مورين دود على موقع IMDb (الإنجليزية)
- مورين دود على موقع الموسوعة البريطانية (الإنجليزية)
- مورين دود على موقع إن إن دي بي (الإنجليزية)
- مورين دود على موقع قاعدة بيانات الفيلم (الإنجليزية)